# Programme-cadre pour la recherche et le développement technologique
Les Programmes-cadre pour la recherche et le développement technologique (PCRD), appelés aussi Programmes-cadre ou en abrégé FP (du sigle anglais Framework Programme), sont des programmes de financement créés par l'Union européenne en vue de soutenir et d'encourager la recherche européenne à des fins de soutien à la compétitivité de l'industrie, conformément au Traité et, plus récemment, l'Espace européen de la recherche (EER). Les objectifs et les actions précis varient d'une période de financement à une autre.

## Histoire
Le 25 juillet 1983, une résolution du Conseil[réf. incomplète] institue des « programmes-cadres pour des activités communautaires de recherche, de développement et de démonstration », et lance le premier programme pour la période de 1984 à 1987. L'article 2 de cette résolution, qui s'appuie notamment sur l'article 235 du TCE et sur l'avis du CREST (« Il importe de promouvoir un développement scientifique et technique équilibré au sein de la communauté »), stipule :
« La stratégie commune dans le domaine de la science et de la technologie est définie dans des programmes-cadres présentant les objectifs scientifiques et techniques à réaliser au niveau des communautés ainsi que les critères de sélection pour les actions communautaires, les priorités relatives et les indications financières. »
Ces programmes-cadres, budgétisés par la Communauté européenne, sont des enveloppes financières distribuées aux acteurs de la recherche européenne par un mécanisme d'appel à projets. Il s'agit ainsi de concevoir un instrument au service de la construction d'une recherche communautaire plus intégrée. Les critères de sélection des projets intègrent explicitement cet objectif. Ainsi, pour le premier programme cadre, il est précisé dans la résolution que big bbeuteu  « pour assurer sur un plan général, en fonction des objectifs scientifiques et techniques retenus, le choix des activités communautaires, il convient de consacrer, après évaluation de leur intérêt scientifique et technique, une attention spéciale aux activités qui contribuent à la définition ou a la mise en œuvre des politiques communautaires. »
Selon cette résolution, des actions de recherche communautaires peuvent être justifiées, et donc prises en charge par un programme-cadre « dans des cas où l'action présente des avantages […] par rapport aux activités nationales (publiques ou privées). » On retrouve là le principe de subsidiarité. Il s'agit :
- des « recherches de [trop] grande envergure [pour] États membres […] » ;
- des « recherches dont la réalisation en commun présente des avantages financiers évidents » ;
- des « recherches qui, en raison de la complémentarité des activités partielles nationales peuvent permettre d'obtenir des résultats significatifs pour la communauté dans son ensemble […] » ;
- des « recherches qui contribuent a renforcer la cohésion du marché commun et a unifier l'espace scientifique et technique européen et les recherches, là où le besoin se fait sentir, aboutissant à l'établissement de normes et standards uniformes. »

Les programmes-cadres sont élaborés par la Commission en consultation avec les États membres. La commission « élabore des propositions concernant des activités spécifiques de recherche, de développement et de démonstration », tandis que le Conseil, « sur la base de propositions présentées à cet effet par la commission et après avis de l'assemblée, [approuve] les programmes-cadres [et arrête] les décisions spécifiques des activités de recherche, de développement et de démonstration des communautés. »

## Fonctionnement
Le pilotage des politiques de recherche européennes et la mise en œuvre des programmes de recherche européens sont en première approche une obligation légale et politique  résultant du Traité d'Amsterdam. Le Traité inclut en fait un chapitre complet sur la Recherche et Développement Technologique (RDT), en vue de souligner que la RDT est un élément essentiel dans le fonctionnement de pays industrialisés, comme les États membres de l'Union européenne : la compétitivité des entreprises et l'emploi qu'elles peuvent fournir dépendent dans une large mesure de la RDT ; et la RDT est aussi essentielle pour le soutien des autres politiques comme la protection du consommateur ou la protection de l'environnement. En résumé : le bien-être individuel et collectif des citoyens dépend de la qualité et de la pertinence de la RDT.
Mais l'Europe doit aussi jouer un rôle actif dans la RDT à cause d'un certain nombre de développements inhérents au secteur de la RDT lui-même :
- le haut niveau de recherche est de plus en plus complexe et interdisciplinaire ;
- le haut niveau de recherche est de plus en plus coûteux ;
- le haut niveau de recherche exige une « masse critique » toujours plus grande.

Aucune équipe ou laboratoire de recherche, aucune entreprise ne peut raisonnablement prétendre être capable de répondre à ces défis. Même des États-membres entiers trouvent de plus en plus difficile d'être actif et de jouer un rôle de leader dans les nombreux domaines importants d'avancée scientifique et technologique.
L'organisation de la coopération à différents niveaux, la coordination nationale ou les politiques européennes, mettre en réseau les équipes et accroître la mobilité des individus et des idées est donc une exigence qui résulte du développement de la recherche moderne dans un environnement global. Sans des actions déterminées au niveau européen, on ne peut pas surmonter la fragmentation actuelle des efforts de l'Europe.
Il y a eu toutefois des critiques de ces programmes. Un sérieux défaut des programmes-cadre est qu'ils impliquent un processus long pour se mettre d'accord sur les domaines qui doivent être financés  et sur l'étendue du financement. Les subventions de l'Union européenne en recherche et développement impliquent presque toujours des entreprises de différents pays organisées en consortiums difficiles à diriger. Le processus de sélection et le processus de négociation des contrats peut prendre plus d'un an, ce qui signifie que la conduite de l'innovation est souvent étouffée par la bureaucratie. Il n'est pas rare que l'Union européenne prenne des décisions sur le financement alors que les technologies ont déjà pénétré le marché. C'est le cas avec beaucoup de technologies Web que l'Union européenne a financées mais qui ont été dépassées par les événements (les moteurs de recherche et le logiciel social sont de bons exemples de domaines où l'Union européenne a été contournée par le marché).
Pour relever ce défi, la Commission européenne, les États membres et le Parlement européen, la communauté scientifique et l'industrie s'engagent maintenant à travailler conjointement vers la création d'un Espace européen de la recherche  (EER). Bien que ce soit un objectif politique louable, il faut tenir compte avec l'inflexibilité du processus de décision et de financement.
Le Sixième programme-cadre s'est déroulé du 3 juin 2002 jusqu'à 2006. Le financement du Septième programme-cadre commencera en 2007. Les programmes-cadre jusque FP6 couvraient des périodes de cinq ans, mais les futurs programmes (y compris FP7) se dérouleront sur sept ans. Le huitième programme sera nommé Horizon 2020.

## Liste des programmes-cadre
- Premier programme-cadre 1984–1987
- Deuxième programme-cadre 1987–1991
- Troisième programme-cadre 1991–1994
- Quatrième programme-cadre 1994–1998
- Cinquième programme-cadre 1998–2002
- Sixième programme-cadre 2002–2006
- Septième programme-cadre 2007–2013
- Horizon 2020 2014–2020
- Horizon Europe 2021–2027

## Sources

## Compléments